# Reserva Natural de Konguta
A Reserva Natural de Konguta é uma reserva natural localizada no condado de Tartu, na Estónia.
A área da reserva natural é de 33 hectares.
A área protegida foi fundada em 2006 para proteger tipos de habitat valiosos e espécies ameaçadas na aldeia de Konguta (antiga freguesia de Konguta).